# Robert Minor (Basketballspieler)
Robert Minor ist ein ehemaliger bundesdeutscher Basketball-Nationalspieler. 

## Laufbahn
Der 1,96 Meter lange Innenspieler nahm im Sommer 1971 mit der bundesdeutschen Auswahl an der Kadetteneuropameisterschaft in Italien teil und erzielte im Turnierverlauf 6,3 Punkte pro Spiel. Er wechselte 1972 von Eintracht Frankfurt zum MTV 1846 Gießen in die Basketball-Bundesliga und gewann mit der Mannschaften in seiner ersten Saison gleich den DBB-Pokal. Im Spieljahr 1974/75 trug er zum Gewinn des deutschen Meistertitels im Schnitt 11,2 Punkte je Partie bei. Auch beim Erringen der deutschen Meisterschaft 1978 war er ein Leistungsträger: In der Saison 77/78 verbuchte Minor einen Punktedurchschnitt von 13,9 und war damit hinter dem US-Amerikaner Ted Hundley zweitbester Gießener Werfer während des Meisterspieljahres. Kurz nach dem Titelgewinn, im Sommer 1978 nämlich, bestritt er sein erstes und einziges A-Länderspiel für die BRD. 1981 verließ Minor, der mittlerweile sein Studium der Rechtswissenschaft abgeschlossen hatte, den MTV Gießen, spielte kurz noch im Nachbarort Lich, ehe er nach Oldenburg ging, wo er als Rechtsanwalt tätig wurde. Während seiner Bundesliga-Zeit in Gießen gelangen ihm insgesamt 2086 Punkte.